# Номентанская дорога

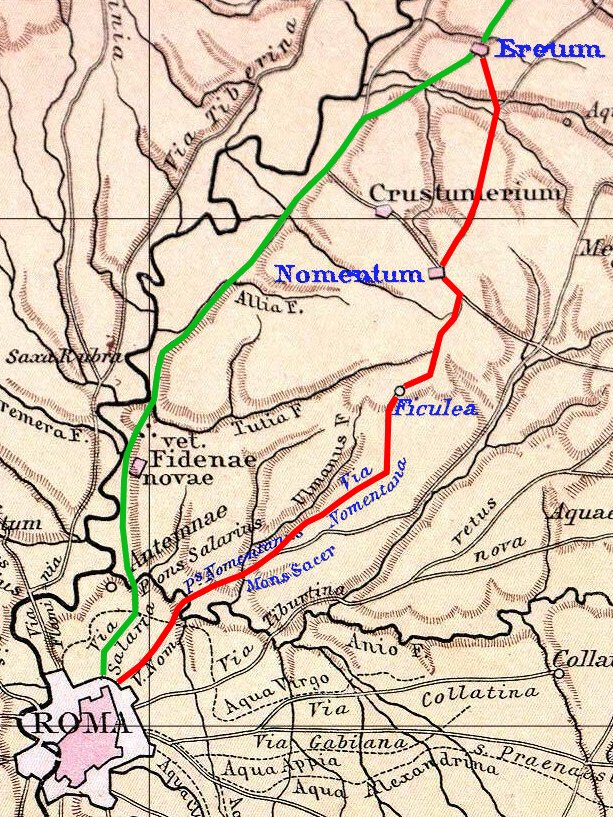
Карта Номентанской дороги

Номентанская дорога (лат. Via Nomentana) — античная дорога в Италии, проходившая от Рима до расположенного в 23 км к северо-востоку Номента (лат. Nomentum), города в Лации.
Первоначально дорога называлась Фикулейской (лат. Via Ficulnensis), так как доходила до этрусско-латинского города Фикулея (лат. Ficulea) в 13 км от Рима. Затем дорогу довели до Номента и её название поменялось. Со временем Номентанскую дорогу продлили, и постепенно она слилась с Салариевой дорогой, доходившей до Труента (лат. Castrum Truentinum) на берегу Адриатического моря.
Дорога в Риме начиналась у Коллинских ворот Сервиевой стены, позднее были построены Номентанские ворота, на месте которых Микеланджело выстроил Пиевы ворота.
На дороге находятся катакомбы, например, катакомбы под Вилла-Торлония и катакомбы святой Агнессы под базиликой Сант-Аньезе-фуори-ле-Мура.